# Ignatij (Pologrudov)
Ignatij (světský jménem: Sergej Gennaděvič Pologrudov; * 25. března 1956, Irkutsk) je ruský pravoslavný duchovní Ruské pravoslavné církve, arcibiskup a emeritní metropolita argentinský a jihoamerický.

## Život
Narodil se 25. března 1956 v Irkutsku.
Roku 1978 dokončil fakultu fyziky Irkutské státní univerzity. V letech 1978-1980 sloužil jako lajtnant v řadách Sovětské armády. Nacházel se v Přibaltském vojenském okruhu.
V letech 1980-1983 pracoval jako inženýr v elektronickém výpočetním centru Sibiřského energetického institutu v Irkutsku a v letech 1983-1990 vedl laboratoř lékařské kybernetiky ve Vědeckém centru chirurgie AMN SSSR (dnes Rsuke vědecké centrum chirurgie B. V. Petrovského.
Roku 1988 byl pokřtěn v jezeře Bajkal. K pravoslavné víře přešel ovlivněn arcibiskupem irkutským Chrizostomem (Martiškinem).
Po přeložení arcibiskupa Chryzostoma na vilniuskou katedru odešel roku 1990 do Litvy. Zde vstoupil do monastýru Svatého Ducha ve Vilniusu. Působil zde jako knihovník, správce a zpovědníka internátní školy. Dne 27. září 1990 byl arcibiskupem Chrizostomem rukopoložen na diákona.
V letech 1991-1993 studoval externě na Moskevském duchovním semináři.
Dne 13. dubna 1992 byl postřižen na monacha se jménem Ignatij na počest jeho oblíbeného světce Ignatija (Brjančaninova) a 10. května byl rukopoložen na jeromonacha.
Od října 1992 byl blagočinným monastýru Svatého Ducha.
Dne 2. listopadu 1997 byl povýšen na igumena a 1. března 1998 na archimandritu.
Dne 26. února 1998 byl Svatým synodem na návrh arcibiskupa Chrizostoma jmenován biskupem petropavlovským a kamčatským.
Dne 29. března 1998 proběhla v soboru Zjevení Páně v Jekatěrinburgu jeho biskupská chirotonie.
Dne 25. února 2007 byl patriarchou moskevským Alexijem II. povýšen na arcibiskupa.
Roku 2007 získal na Pravoslavné univerzitě svatého Tichona diplom specialisty teologie.
V únoru 2008 otevřel svůj osobní blog.
Dne 22. března 2011 byl ustanoven na chabarovskou biskupskou katedru.
Dne 6. října 2011 byl Svatým synodem ustanoven hlavou nově vzniklé priamurské metropole.
Dne 8. října 2011 byl v Uspenském soboru Trojicko-sergijevské lávry povýšen na metropolitu.
Dne 27. listopadu 2014 získal na Moskevské státní psychologicko-pedagogické univerzitě titul kandidáta psychologických věd. Téma disertační práce znělo: "Model akmeologického vývoje pastýře".
Dne 3. června 2016 byl ustanoven metropolitou argentinským a jihoamerickým. Dne 18. června dorazil do Buenos Aires.
Dne 11. března 2020 byl Svatým synodem penzionován. Jako místo pobytu mi bylo určeno město Moskva.
Dne 20. července 2020 byl ustanoven představeným chrámu svatého Mikuláše z Myry v Děrbeněve v Moskvě.

## Řády a vyznamenání

### Světské vyznamenání
- Rusko Medaile řádu Za zásluhy o vlast II. třídy (28. prosince 2000)

### Církevní vyznamenání
- 2006 – Řád svatého Innokentija Moskevského II. třídy
- 2010 – Řád blahověrného knížete Daniela Moskevského II. třídy